# De Hoop (schuilkerk)
De Hoop is de naam van een voormalige schuilkerk in Diemen, in het deel dat voorheen Diemerbrug heette.

## Geschiedenis
Met de alteratie van 1578 worden de kerkgebouwen van de Rooms-Katholieke Kerk overgenomen door de protestanten en ingericht als calvinistische kerken.
Hoewel er officieel gewetensvrijheid bestond, werd openbare uitoefening van het katholieke geloof verboden. Missen werden voortaan gehouden in schuilkerken. Hiertegen werd door de autoriteiten in eerste instantie streng opgetreden, maar na verloop van tijd werden deze schuilkerken gelegaliseerd, weliswaar alleen wanneer daar flink voor werd betaald en wanneer de kerken en kerkgangers aan zware, vaak vernederende, voorwaarden voldeden. Het bekendste nog bestaande voorbeeld van een schuilkerk is Onze-Lieve-Heer-op-Zolder in Amsterdam.
Diemen had in die tijd een boerderij in Overdiemen die als kerkruimte voor de katholieke gemeenschap diende. Aan het eind van de 18e eeuw was het gebouw bouwvallig geworden, en de in 1784 benoemde pastoor Joannes Hegeman nam het initiatief om een nieuw gebouw neer te laten zetten.
In die tijd (vanaf ongeveer 1770) nam net de discriminatie van de katholieken wat af. Stap voor stap werden belemmerende regels op sociaal en kerkelijk gebied afgeschaft of afgezwakt. Tussen 1785 en 1787 werden zo in en rond Amsterdam drie katholieke kerken gebouwd: de Maagdenhuiskapel (1785-1787), de kerk De Liefde (1786) en De Hoop (1786-1787).

## Bouw
Er mocht dan wel een kerkgebouw neergezet worden, maar dat impliceerde nog niet dat er van alles mogelijk was. De Gecommitteerde Raden van Holland en van West Vriesland hadden als eis gesteld dat het gebouw van De Hoop van buiten niet als kerk herkenbaar diende te zijn. De deur moest glad zijn, de vensters moesten een normale grootte hebben en het dak moest bedekt zijn met de gewone standaard dakpannen.
De Hoop werd een vrij eenvoudig gebouw, rechttoe rechtaan van buiten, maar wel met een duidelijke kerkindeling vanbinnen. De kerkruimte is rechthoekig met een halfronde apsis, waarin het altaar opgesteld stond. De binnenruimte werd met pilaren ingedeeld en van een galerij voorzien. In de loop der jaren is de kerk verder versierd.
In 1787 wordt toestemming verkregen om daar de katholieke godsdienst zonder enige aanstoot te geven in alle stilte uit te oefenen.
In 1882 wordt naast De Hoop een pastorie gebouwd op basis van het ontwerp van A.C. Bleijs uit Amsterdam, op de plaats van de oude pastorie. Het is een vrij sober gebouw, met wel wat versieringen, onder meer het beeld van de Hoop midden op het gebouw.
In 1910 wordt een nieuwe kerk gebouwd, Sint-Petrus'-Bandenkerk, aan de andere kant van de pastorie. De Hoop doet niet langer dienst als kerk, maar wordt gebruikt als opslag en als vergaderzaal.

## 1990 en verder
In de nacht van 16 op 17 november 1990 slaat het noodlot toe en brandt De Hoop grotendeels af.
Een aantal jaren staat De Hoop er als een bouwval bij. Soms gebeurt er niets, soms zijn er initiatieven om het gebouw te herstellen, maar steeds is er geldtekort.
De Historische Kring Diemen heeft een stimulerende rol gespeeld in het weer herstellen van De Hoop. In 1992 wordt De Hoop tot monument verklaard, in 1993 brengt de Kring zijn boek over De Hoop uit.
In 1998 wordt uiteindelijk het gebouw hersteld in opdracht van de Amsterdamse Maatschappij tot Stadsherstel. Sinds die tijd is het gebouw te huur en doet het dienst als ontvangstzaal, expositieruimte en concertzaal voor kamermuziek. In 2020 kon Stadsherstel ook de voormalige pastorie van A.C. Bleijs verwerven en in 2024 restaureren.

## Verdere informatie
- Stadsherstel, Nieuwsbrief nr.38, februari 1998
- Schuilkerk De Hoop - Diemen.nl (gearchiveerd)
- Het Rooms Kerkhuys te Diemen, Historische Kring Diemen, red. J.P.P. Hinsen en J. Haag, van Soeren en Co, Amsterdam, ISBN 90-688-10-28-6